# 1960 v letectví
Tento článek obsahuje seznam událostí souvisejících s letectvím, které proběhly roku 1960.

## Události

### Únor
- 13. února – Francie vyzkoušela svou první jadernou bombu

### Květen
- 1. května – špionážní letoun Lockheed U-2 pilotovaný Gary Powersem byl sestřelen nad SSSR poblíž Sverdlovska

### Červenec
- 6. července – ve vzduchu se rozpadla vzducholoď ZPG-3W, zahynulo 18 z 21 členů posádky

### Srpen
- 18. srpna – C-119 Flying Boxcar zachytil ve vzduchu návratovou kapsli ze satelitu Discoverer 14

### Září
- 1. září – zahájen civilní provoz letiště Ängelholm Helsingborg

### Říjen
- 1. října –

### Listopad
- 1. listopadu –

### Prosinec
- 1. prosince – -->

## První lety

### Leden
- 10. ledna – Auster D.5
- 14. ledna – Piper Cherokee

### Únor
- 5. února – PZL TS-11 Iskra
- 12. února – Auster D.4, G-25-8
- 29. února – Beechcraft Baron

### Březen
- 29. března – Tupolev Tu-124

### Duben
- Antonov An-24
- 19. dubna – Grumman A2F-1, prototyp A-6 Intruder

### Květen
- 9. května – Auster D.6, G-25-10

### Červen
- 15. června – Mil Mi-10
- 24. června – Avro 748

### Říjen
- 7. října – Zlín Z-35 (v Československu)
- Dassault Mirage IIIC (sériová verze)
- Berijev Be-12
- 21. října – Hawker P.1127 (upoutaný let)
- 25. října – Boeing Vertol Model 107, předchůdce CH-46 Sea Knight

### Listopad
- 16. listopadu – Canadair CL-44

### Prosinec
- Agusta A.104, I-AGUM
- 6. prosince – Sikorsky S-61